# Emad el-Din Mahmoud Ali
Emad el-Din el-Sayed Mahmoud Ali (in arabo عماد الدين السيد محمود على‎?; 21 marzo 1966) è un ex cestista egiziano.

## Carriera
Con l'Egitto ha disputato i Giochi olimpici di Seul 1988 e due edizioni dei Campionati mondiali (1990, 1994).